# Enguri

La Valle dell'Enguri

L'Enguri (in georgiano ენგური?, in abcaso Егры, Egry, in russo Ингури?, Inguri ) è un fiume della Georgia occidentale. È lungo 213 km e ha un bacino di drenaggio di 4 060 km².  Ha origine vicino a Ushguli, nello Svaneti nord-orientale, e svolge un ruolo importante fornendo energia idroelettrica alla zona.
Il fiume emerge dall'alto Caucaso vicino alla montagna più alta della Georgia, lo Shkhara, e si snoda attraverso le valli di montagna a nord-ovest prima di girare a sud-ovest per sfociare nel Mar Nero vicino ad Anaklia. 
Dalla guerra georgiano-abcasa, sia la Georgia sia l'Abcasia mantengono truppe sul fiume; anche la Russia mantiene truppe di pace. L'unico punto di attraversamento legale è il ponte sull'Enguri, lungo 870 metri, costruito dai prigionieri di guerra tedeschi dal 1944 al 1948. Ci sono anche un certo numero di collegamenti illegali attraverso il fiume.
Il fiume gioca un ruolo importante nella produzione energetica georgiana. Nel 1988 la diga di Inguri è stata costruita a un'altezza di 240 metri. Con 750 metri di diametro e 271,5 metri di altezza, è la più grande costruzione del Caucaso. Ha una capacità di 1,1 milioni di metri cubi di acqua. L'impianto sotterraneo produce circa il 40% della produzione nazionale di energia. La potenza è di 1 300 megawatt.